# Burton Fleming
Burton Fleming är en by och en civil parish i kommunen East Riding of Yorkshire i England. Orten har 430 invånare (2011).